# Stockton (Nova Jérsei)
Stockton é um distrito localizado no estado americano de Nova Jérsei, no Condado de Hunterdon.

## Demografia
Segundo o censo americano de 2000, a sua população era de 560 habitantes.
Em 2006, foi estimada uma população de 555, um decréscimo de 5 (-0.9%).

## Geografia
De acordo com o United States Census Bureau tem uma área de
1,6 km², dos quais 1,4 km² cobertos por terra e 0,2 km² cobertos por água. Stockton localiza-se a aproximadamente 84 m acima do nível do mar.

## Localidades na vizinhança
O diagrama seguinte representa as localidades num raio de 20 km ao redor de Stockton.